# Малое Орехово (Волынская область)
Малое Орехово (укр. Мале Оріхове) — село в Самаровской сельской общине Ковельского района Волынской области Украины.
До 2020 года входило в Ратновский район.
Код КОАТУУ — 0724287105. Население по переписи 2001 года составляет 78 человек. Почтовый индекс — 44115. Телефонный код — . Занимает площадь 0,693 км².